# Адевале Оладоє
Адевале Оладоє (англ. Adewale Oladoye; нар. 25 серпня 2001, Лагос, Нігерія) — нігерійський футболіст, півзахисник клубу Вищої ліги Білорусі «Динамо-Берестя».

## Життєпис

### «Гент»
У березні 2021 року футболіст із нігерійського клубу перейшов до бельгійського «Генту», де почав виступати за молодіжну команду. За основну команду клубу дебютував 19 травня 2021 року у матчі проти льєжського «Стандарда», в якому вийшов на заміну на 92-й хвилині. Влітку 2021 року готувався до нового сезону із основною командою клубу. Перший матч зіграв 1 серпня 2021 року проти «Беєрсхота», вийшов на заміну на 82-й хвилині. Потім у серпні 2021 року разом із клубом вирушив на матчі кваліфікації Ліги конференцій УЄФА. Перший матч у єврокубках зіграв 5 серпня 2021 року проти латвійського РФШ, в якому вийшов на поле у стартовому складі та відзначився дебютним забитим м'ячем. За підсумками кваліфікації разом із клубом вийшов до основного етапу Ліги конференцій УЄФА. Свій перший матч на груповому етапі Ліги конференцій УЄФА зіграв 16 вересня 2021 року проти естонської «Флори». Проте невдовзі вибув із розпорядження основної команди клубу. Разом із клубом став володарем Кубку Бельгії, але у фіналі участі не брав.

### «Тренчин»
У липні 2022 року перейшов до словацького «Тренчина». Дебютував за клуб 16 липня 2022 року в матчі проти «Жиліни», в якому вийшов на заміну на 78-й хвилині. Дебютними голами (оформив дубль) за клуб відзначився 24 серпня 2022 року в матчі Кубку Словаччини проти глоговецького клубу «Слован». Першу половину сезону провів переважно на лаві запасних, закріпився в основній команді клубу лише з лютого 2023 року, почав регулярно отримувати ігрову практику, всього ж за клуб відзначився двома забитими голами. За підсумком основного етапу чемпіонату разом із клубом зупинився на десятому місці у турнірній таблиці, вирушив виступати у групі на вибування, за підсумком якої посіли четверте місце та зберіг прописку у найсильнішому дивізіоні.

### РФШ
У липні 2023 року футболіст перейшов до латвійського клубу РФШ, з яким підписав контракт до 2026 року. Свій дебютний матч зіграв за другу команду клубу 5 серпня 2023 року проти «Салдуса», в якому вийшов на поле у стартовому складі та відзначився також дебютним забитим голом. Дебютний матч за основну команду футболіст зіграв 13 серпня 2023 проти клубу «Супер Нова», вийшов на поле у стартовому складі. Разом із клубом став срібним призером Кубку Латвії, де у фіналі 25 жовтня 2023 року поступилися «Ризі» у серії пенальті, проте сам футболіст залишився на лаві запасних. За підсумком сезону разом із клубом став переможцем чемпіонату. Протягом сезону так і не зміг закріпитися в основній команді клубу, залишався переважно на лаві запасних, але не відзначився результативними діями. У листопаді 2023 року розірвав контракт і покинув клуб.

### «Динамо-Берестя»
У березні 2024 року став гравцем берестейського «Динамо», з яким підписав контракт до кінця сезону з опцією продовження. Дебютував за клуб 15 березня 2024 року у матчі проти «Іслочі», в якому вийшов на заміну на 79-й хвилині.

## Статистика виступів

### Клубна
| Сезон             | Команда           | Чемпіонат         | Чемпіонат | Чемпіонат | Нац. кубок | Нац. кубок | Нац. кубок | Конт. кубок | Конт. кубок | Конт. кубок | Інші кубки | Інші кубки | Інші кубки | Загалом | Загалом | Загалом |
| Сезон             | Команда           | Змаг.             | Матчі     | Голи      | Змаг.      | Матчі      | Голи       | Змаг.       | Матчі       | Голи        | Змаг.      | Матчі      | Голи       | Матчі   | Голи    |         |
| ----------------- | ----------------- | ----------------- | --------- | --------- | ---------- | ---------- | ---------- | ----------- | ----------- | ----------- | ---------- | ---------- | ---------- | ------- | ------- | ------- |
| 2020-2021         | «Гент»            | Д1                | 0+1       | 0         | КБ         | 0          | 0          |             | -           | -           |            | -          | -          | 1       | 0       |         |
| 2021-2022         | «Гент»            | Д1                | 3         | 0         | КБ         | 1          | 0          | ЛКУ         | 5           | 1           |            | -          | -          | 9       | 1       |         |
| Усього за кар'єру | Усього за кар'єру | Усього за кар'єру | 4         | 0         |            | 1          | 0          |             | 5           | 1           |            | -          | -          | 10      | 1       |         |

## Досягнення
«Гент»
- Кубок Бельгії
  -  Володар (1): 2021/22

РФШ
- Вища ліга Латвії
  -  Чемпіон (1): 2023